# Honau (Szwajcaria)
Honau – miejscowość i gmina w środkowej Szwajcarii, w kantonie Lucerna, w okręgu Luzern-Land. Leży nad rzeką Reuss. Pod względem liczby mieszkańców jest najmniejszą gminą w okręgu.

## Demografia
W Honau mieszkają 424 osoby. W 2021 roku 12,5% populacji gminy stanowiły osoby urodzone poza Szwajcarią. 

## Transport
Przez teren gminy przebiegaj droga główna nr 4.